# Trixis
Trixis es un género de plantas con flores perteneciente a la familia  Asteraceae. Comprende 170 especies descritas y de estas, solo 34 aceptadas.

## Taxonomía
El género fue descrito por Patrick Browne y publicado en The Civil and Natural History of Jamaica in Three Parts 312, t. 33, f. 1. 1756. La especie tipo es: Inula trixis L. = Trixis inula Crantz

## Especies aceptadas
A continuación se brinda un listado de las especies del género Trixis aceptadas hasta agosto de 2012, ordenadas alfabéticamente. Para cada una se indica el nombre binomial seguido del autor, abreviado según las convenciones y usos.
| - Trixis alata D.Don - Trixis anomala B.L.Turner - Trixis antimenorrhoea (Schrank) Mart. ex Baker - Trixis bowmanii Baker - Trixis calcicola B.L.Rob. - Trixis cacalioides - Trixis californica Kellogg - Trixis chiapensis C.E.Anderson - Trixis divaricata (Kunth) Spreng. - Trixis erosa Sw. - Trixis glaziovii Baker - Trixis grandibracteata C.E.Anderson - Trixis grisebachii Kuntze - Trixis haenkei Sch.Bip. - Trixis hassleri Chodat - Trixis hyposericea S.Watson - Trixis inula Crantz - juan de la calle - Trixis lessingii DC. | - Trixis matisiana S.Díaz & Vélez-Nauer - Trixis megalophylla Greenm. - Trixis mexicana Lex. - Trixis michuacana Lex. - Trixis nelsonii Greenm. - Trixis nobilis (Vell.) Katinas - Trixis ophiorhiza Gardner - Trixis pallida Less. - Trixis parviflora C.E.Anderson - Trixis peruviana Katinas - Trixis praestans (Vell.) Cabrera - Trixis pringlei B.L.Rob. & Greenm. - Trixis proustioides Hieron. - Trixis pterocaulis B.L.Rob. & Greenm. - Trixis silvatica B.L.Rob. & Greenm. - Trixis spicata Gardner - Trixis thyrsoidea Dusén ex Malme |